# Slarvtjäll

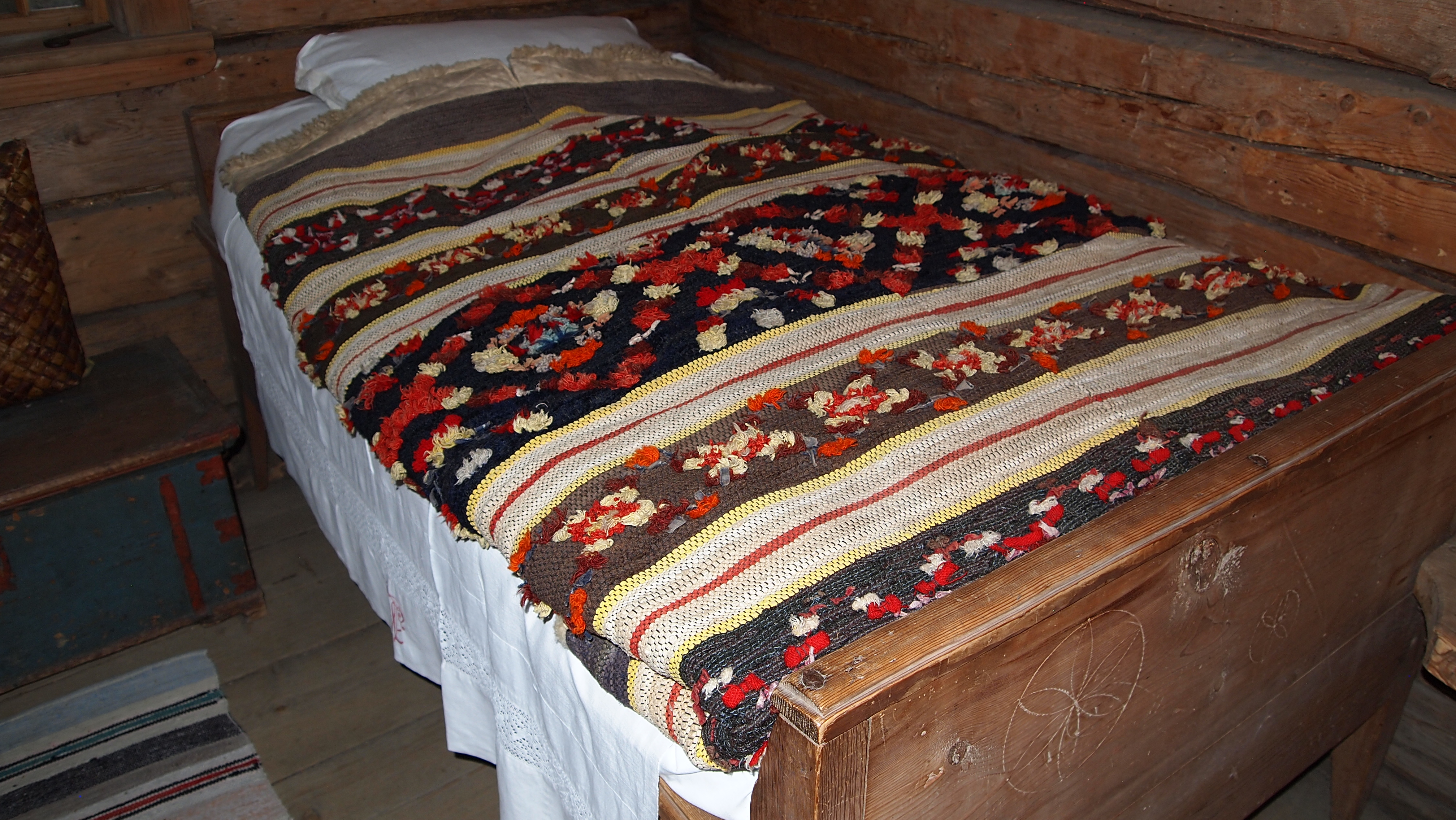
Fälltäcke vävt med tekniken slarvtjäll, lagt på en säng på Arbrå fornhem.

Slarvtjäll är en vävteknik i tuskaftsbindning där tygtrasor (så kallade slarvor) skyttlas in och mönster skapas, genom att man i väven plockar in tygtrasor vars ändar får ligga lösa ovanpå och utanför varpen. 

## Användning
Tekniken har framför allt använts till täcken och sommartäcken. Täcken i slarvtjäll är typiska för Hälsingland, men återfinns också i Gästrikland och Ångermanland. Exempelvis mattor och kuddar kan också ha mönster i slarvtjäll.